# Opuntia velutina
Opuntia velutina es una especie fanerógama perteneciente a la familia Cactaceae. Nativas de Norteamérica en Guerrero, Morelos, Oaxaca y Puebla de México.

## Descripción
Opuntia velutina es un arbusto con la estructura de árbol con ramas ascendentes, alcanzando alturas de 1 a 4 metros. Con un tronco de 20 a 80 cm de altura. Los cladodios de color verde a verde amarillento, densamente pubescentes, estrechos a ancho ovoides  o, a veces más o menos circulares  de 15 a 26 centímetros de largo y 14 a 20 de ancho. Las blancas aréolas llevan abundantes  gloquidios de color rojo amarillento con dos hasta seis  débiles, espinas rectas,  ligeramente recurvadas  de color amarillo blanquecino de 1 a 4 cm de largo.
Las flores son amarillas  de 3 a 5 cm de largo. Los frutos son rojos esféricos y están llenos de suaves gloquidios. Miden 3 a 3,2 cm de longitud y diámetro.

## Taxonomía
Opuntia velutina  fue descrita por Frédéric Albert Constantin Weber y publicado en Bulletin du Muséum d'Histoire Naturelle 10: 389. 1904.
Etimología
Opuntia: nombre genérico  que proviene del griego usado por Plinio el Viejo para una planta que creció alrededor de la ciudad de Opus en Grecia.

velutina: epíteto latino que significa "aterciopelada".
Sinonimia
- Opuntia nelsonii
- Opuntia affinis[4]
- Opuntia atropes